# Vryburgia brevicruris
Vryburgia brevicruris är en insektsart som först beskrevs av Mckenzie 1960.  Vryburgia brevicruris ingår i släktet Vryburgia och familjen ullsköldlöss. Inga underarter finns listade i Catalogue of Life.